# Алфред Луміс (яхтсмен)
Алфред Луміс (англ. Alfred Loomis, 15 квітня 1913 — 7 вересня 1994) — американський яхтсмен.
Олімпійський чемпіон 1948 року в класі 6 метрів.